# Daniel de Juigné-Broissinière
Daniel de Juigné-Broissinière, sieur de Mollières, est un lexicographe français, né dans les dernières décennies du XVIe siècle et mort à une date inconnue au cours du siècle suivant. 

## Famille
Il était le quatrième enfant de René de Juigné et Jeanne de Sainte-Mélaine, mariés en 1570 à Angers. La famille, de confession protestante, était établie depuis plusieurs siècles à Brain-sur-Longuenée, à 22 km d'Angers, dont elle conserva la seigneurie jusqu'en 1651.

## Biographie
On ignore tout de la vie de Daniel de Juigné, mais il est assuré qu'il étudia le droit et se fit recevoir avocat au parlement de Paris ; cela se lit sur la page de titre du seul ouvrage qu'on connaît de lui.

## Œuvre

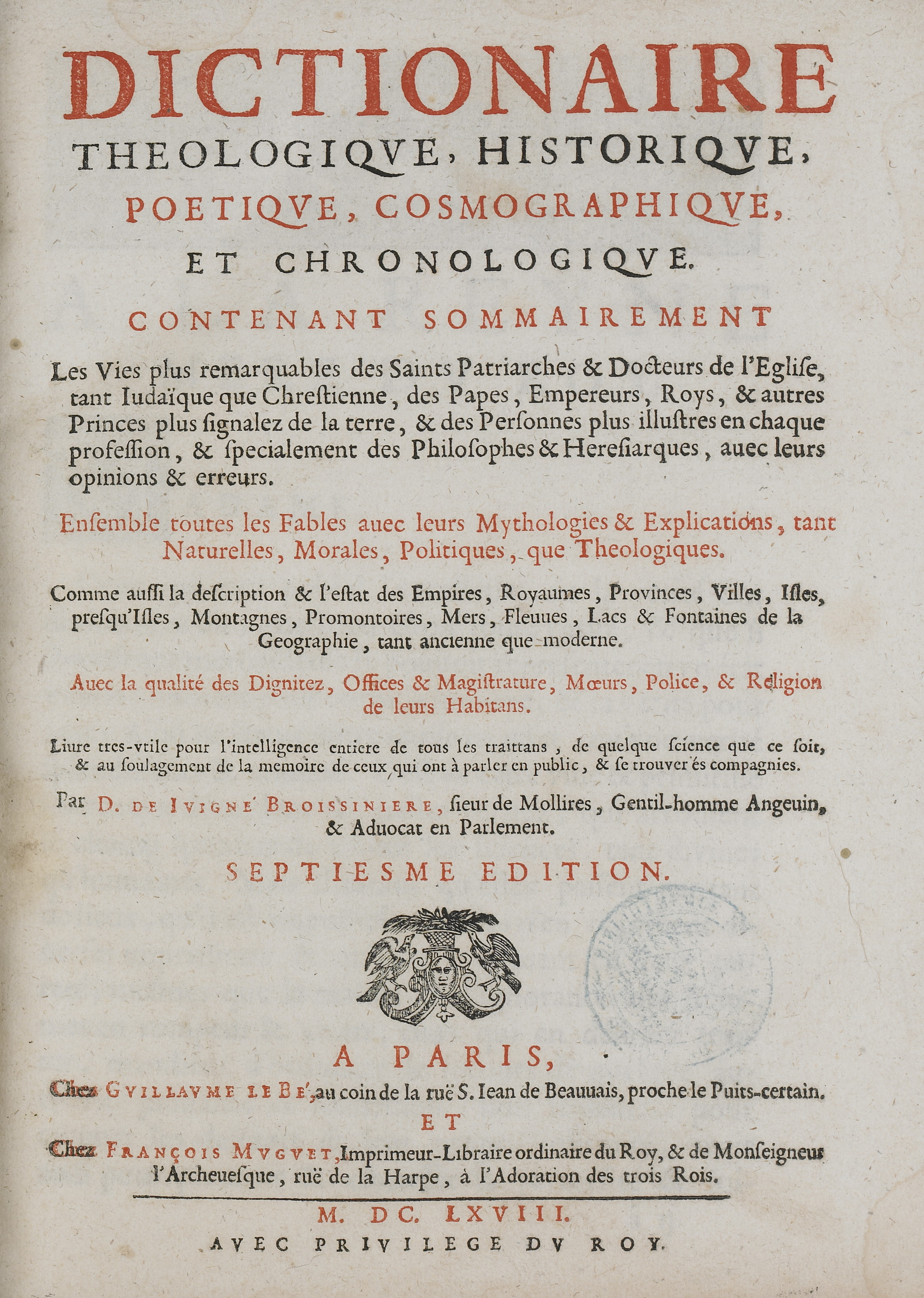
Page de titre de la septième édition du Dictionnaire de Daniel de Juigné-Broissinière

Il s'agit d'un dictionnaire. Il comprend un fort volume in-folio de 2536 colonnes dédié à Anne d'Autriche, dont la première édition parut en 1627 chez les libraires parisiens Guillaume Le Bé et Pierre Billaine, et fut suivie de sept ou huit autres jusqu'en 1668 :  Dictionaire théologique, historique, poétique, cosmographique et chronologique : contenant sommairement les vies plus remarquables des SS. patriarches et docteurs de l'Église, tant judaïque que chrestienne, des papes, empereurs, roys, et autres princes plus signalez de la terre, et des personnes plus illustres en chaque profession, et spécialement des philosophes et hérésiarques, avec leurs opinions et erreurs, ensemble toutes les fables avec leurs mythologies et explications, tant naturelles, morales, politiques, que théologiques, comme aussi la description et l'estat des empires, royaumes, provinces, villes, isles, presqu'isles, montagnes, promontoires, mers, fleuves, lacs et fontaines de la géographie, tant ancienne que moderne, avec la qualité des dignitez, offices et magistrature, mœurs, police et religion de leurs habitans : livre très-utile pour l'intelligence entière de tous livres traittans de quelque science que ce soit, et au soulagement de la mémoire de ceux qui ont à parler en public, et se trouver és compagnies. Par D. de Juigné Broissinière, sieur de Mollières, gentilhomme angevin & avocat en parlement. 
La plus grande partie des articles dont l'ouvrage est composé sont traduits, parfois littéralement, du Dictionarium historicum, geographicum ac poeticum : omnia gentium, hominum, locorum, fluminum, ac montium antiqua recentioramque ad sacras ac prophanas historias, poætarumque fabulas intelligendas necessaria, vocabula, bono ordine complectens. Nunc demum ultra praecedentes impressiones, studiosorum aliquot opera & locupletius & nitidius redditum (1553) de Charles Estienne. C'est du moins ce qu'affirmera Louis Moréri en 1674, dans la préface de son propre Grand dictionnaire historique : «Le Dictionaire d'Etienne étoit estimé. Le Sr de Juigné Broissiniere, Angevin, en fit une traduction en François, avec des additions selon les connoissances qu'il pouvoit avoir, & pour s'accommoder à notre usage. Mais comme presque toutes ces additions font tirées des Ouvrages de Magin & de Sebastien Munster, qui sont des Auteurs peu estimés pour avoir trop donné dans les fables, ce nouveau Dictionaire est peu utile pour les ieunes gens, qui ne sçavent pas faire la différence de ce qui est véritable, d'avec ce qui ne l’est pas.» 
Cependant, l'utilité de l'ouvrage, le premier de ce genre qui ait été publié en français, l'emporta sur les défauts presque inévitables dans un essai, et il s'en fit, au cours des 36 années qui suivirent, huit éditions successivement corrigées et augmentées, à Paris et à Lyon.

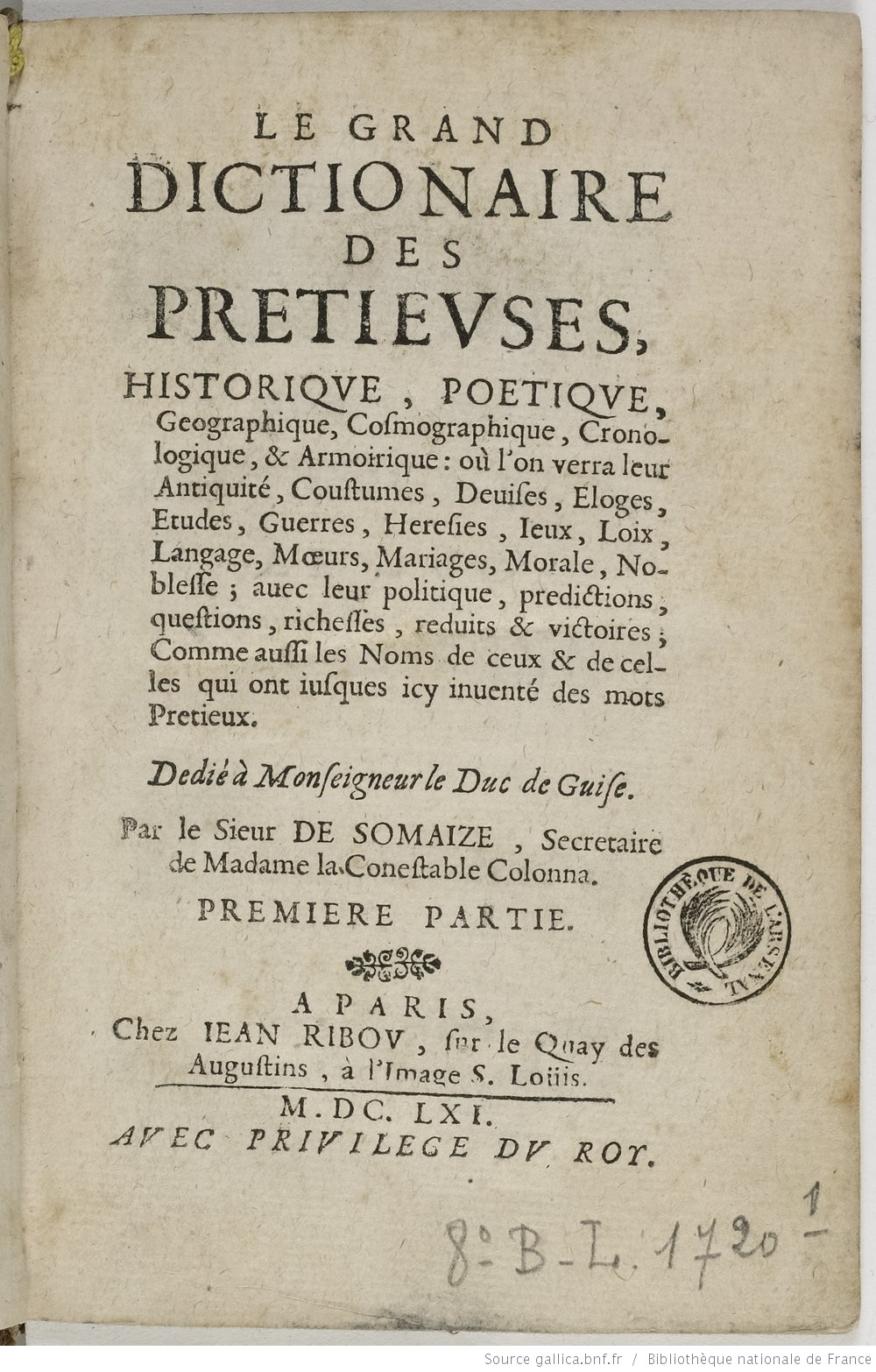
Page de titre du Grand dictionnaire des précieuses de Baudeau de Somaize.

Détail curieux signalé par François Rey dans ses Éphémérides de 1660 à la date du 12 avril, le titre de l'ouvrage de Juigné-Broissinière sera pastiché par Antoine Baudeau de Somaize dans son Grand Dictionnaire des précieuses, historique, poétique, géographique, cosmographique, chronologique et armoirique : où l’on verra leur antiquité, coutumes, devises, éloges, études, guerres, hérésies, jeux, lois, langage, mœurs, mariages, morale, noblesse ; avec leur politique, prédictions, questions, richesses, réduits et victoires ; comme aussi les noms de ceux et de celles qui ont jusques ici inventé des mots précieux.
Les curieux de détails pourront recourir au Dictionnaire historique de Prosper Marchand (éd. La Haye, 1758, tome second, p. 287, article Torrentinus, note D.), où ils trouveront la liste chronologique des dictionnaires historiques, accompagnée de remarques pleines d'érudition.

## Sources
- Célestin Port, Les Seigneurs de Mollière et de La Brossinière (XIe – XVIIIe siècles), d'après des documents inédits.
- « Daniel de Juigné-Broissinière », dans Louis-Gabriel Michaud, Biographie universelle ancienne et moderne : histoire par ordre alphabétique de la vie publique et privée de tous les hommes avec la collaboration de plus de 300 savants et littérateurs français ou étrangers, 2e édition, 1843-1865 [détail de l’édition]
- Robert Collison, Encyclopædias: their history throughout the ages, New York, Hafner, 1964, p. 86-87.